# Tribunal judiciaire de Rennes
Le tribunal judiciaire de Rennes est une juridiction française de première instance et de droit commun compétente pour une partie du département d'Ille-et-Vilaine avec le tribunal judiciaire de Saint-Malo.
La juridiction d'appel compétente pour connaitre des jugements du tribunal judiciaire de Rennes est la cour d'appel de Rennes située au Parlement de Bretagne à Rennes.

## Localisation
Le tribunal judiciaire est implanté dans la Cité judiciaire de Rennes située au 7 Rue Pierre Abélard.

## Organisation

### Présidents
| Identité                | Période          | Période          |
| Identité                | Début            | Fin              |
| ----------------------- | ---------------- | ---------------- |
| Bernard Langlade (d)    | 1er août 1997    | 19 novembre 2002 |
| Jean-Yves McKee (d)     | 20 novembre 2002 | 26 janvier 2009  |
| Dominique Couturier (d) | 27 janvier 2009  | 1er mars 2016    |
| Ollivier Joulin (d)     | 2 mars 2016      | 31 décembre 2019 |

| Identité            | Période          | Période          |
| Identité            | Début            | Fin              |
| ------------------- | ---------------- | ---------------- |
| Ollivier Joulin (d) | 1er janvier 2020 | 30 novembre 2021 |
| Béatrice Rivail (d) | 1er janvier 2022 |                  |

### Procureurs
- Frédéric Teillet depuis 2024
- Philippe Astruc entre 2019 et 2024[1]
- Nicolas Jacquet entre 2016 et 2019[2]

## Tribunal de proximité
Le tribunal judiciaire de Rennes compte deux chambres de proximité situées à Fougères et Redon. Le tribunal de proximité de Fougères est situé au 5 place Aristide Briand, tandis que le tribunal de proximité de Redon est situé au 3, rue Joseph Desmars.

## Architecture
Le bâtiment abritant la Cité judiciaire a été réalisé en 1982 et mis en service en 1985. Se voulant futuriste, il prend la forme d'une « soucoupe volante ». 
Des travaux sont prévus dans les prochaines années[Quand ?] pour refaire toute la façade vitrée. Ces travaux sont estimés entre 8 et 10 millions d'euros.